# هنري سيبوم
هنري سيبوم (بالإنجليزية: Henry Seebohm)‏ (12 يوليو 1832 - 26 نوفمبر 1895) هو متخصص في إنتاج الصلب وعالم إنجليزي متخصص بالطيور وبيوضها، كما أنه رحالة.

## التاريخ الطبيعي
أصبح هنري مهتمًا بالتاريخ الطبيعي منذ دراسته بالمدرسة، واستمر في قضاء وقت فراغه في دراسة الطيور أثناء رحلاته. سافر على نطاق واسع إلى اليونان والدول الاسكندنافية وتركيا وجنوب أفريقيا. وقد وصف رحلاته إلى تندرة نهر ينسي في سيبيريا في كتابيه، سيبيريا في أوروبا (1880) وسيبيريا في آسيا (1882)، اللذين تم دمجهما في منشوره بعد وفاته باسم طيور سيبيريا (1901). وقد تضمن كتابه بعثاته إلى نهر بيتشورا السفلي في عام 1875 مع جون ألكسندر هارفي براون بالإضافة إلى زيارة هليغولاند في منزل هاينريش جاتكي. وفي عام 1877 انضم إلى جوزيف ويجينز في سيبيريا.
وهو يُعد من أوائل علماء الطيور الأوروبيين الذين قبلوا النظام الثلاثي الأمريكي لتصنيف الأنواع البيولوجية الفرعية.
تضمنت منشورات سيبوم الأخرى تاريخ الطيور البريطانية (1883)، والتوزيع الجغرافي لعائلة Charadriidae‏(1887)، وطيور الإمبراطورية اليابانية (1890)، ودراسة عن طيور Turdidae (1902، أكملها ريتشارد بودلر شارب).
ترك سيبوم مجموعته من جلود الطيور إلى المتحف البريطاني. تتألف المجموعة التي تم استلامها في عام 1896 من حوالي 17000 عينة.[2] تم تسمية عدد من الطيور على اسم سيبوهم، بما في ذلك الطائر الرمادي (Dromaeocercus Seebohmi) بواسطة بودلر شارب. صورة لسيبوم بالزيت بواسطة هيو فورد كرايتون محفوظة في متاحف شيفيلد.